# Alouatta nigerrima
Alouatta nigerrima är en primat i släktet vrålapor som förekommer i norra Brasilien. Den listades tidigare som underart till Alouatta belzebul men godkänns numera oftast som art.
Det som skiljer Alouatta nigerrima från andra vrålapor är en avvikande form av tungbenet. Alla exemplar som är kända har en helt svart pälsfärg. Det skiljer Alouatta nigerrima från Alouatta discolor som förekommer på andra sidan av Rio Tapajós. Alouatta discolor kan ha några rödaktiga ställen på extremiteterna och på svansen. Ett bevarat exemplar som samlades in för att representera det vetenskapliga namnet (lektotyp) har en absolut längd (med svans) av 132 cm, en svanslängd av 69 cm och 15 cm långa bakfötter.
Utbredningsområdet ligger söder om Amazonfloden i gränsområdet mellan delstaterna Amazonas och Pará (Brasilien). Arten vistas där i regnskogar, i andra skogar och även i savanner med träd.
Liksom hos andra vrålapor bildar individerna flockar med 4 till 11 medlemmar. De vrålar varje morgon och ibland mitt på dagen tillsammans för att visa anspråket på reviret som är 5 till 45 hektar stort. Födan utgörs främst av blad som kompletteras med andra växtdelar och några insekter. Honor kan para sig hela året men vanligen ligger cirka 17 månader mellan två kullar.
Arten hotas i viss mån av jakt och skogsavverkningar. IUCN listar Alouatta nigerrima som livskraftig (LC).